# David Burrowes
Pour les articles homonymes, voir Burrows.
Cet article possède un paronyme, voir David Burrows.
David John Barrington Burrowes (né le 12 juin 1969) est un homme politique britannique. Il est député conservateur d'Enfield Southgate de 2005 à 2017, est un cofondateur de la Conservative Christian Fellowship. Il est président de l'Equity Release Council depuis 2017 .

## Jeunesse
Burrowes est né à Cockfosters et fait ses études à la Highgate School et à l'Université d'Exeter . À Exeter, en 1990, Burrowes et Tim Montgomerie fondent la Conservative Christian Fellowship. Avant d'entrer au parlement, il travaille pour les avocats d'Enfield, Shepherd Harris and Co, spécialisé en droit pénal et est avocat dans les commissariats de police et les tribunaux d'Enfield, Haringey et Hertfordshire. Il est conseiller municipal d'Enfield pendant 12 ans.

## Carrière parlementaire
Burrowes se présente au siège travailliste sûr d'Edmonton en 2001 et arrive derrière le sortant Andy Love qui gagné avec une majorité de 9 772 voix. Il est élu député d'Enfield Southgate en mai 2005, battant le ministre d'État à l'Éducation et aux Compétences Stephen Twigg avec une majorité de 1 747 voix et un swing de 8,7%. Il prononce son premier discours le 20 juin 2005 .
Burrowes est membre de plusieurs comités spéciaux dont: Comité d'administration publique Select 2005-2010, le projet de loi des forces armées 2005-2006, Comité mixte sur le projet des Services juridiques du projet de loi 2006, le Comité mixte sur le projet et les tissus humains Embryons projet de loi 2007 . Burrowes est président du Groupe parlementaire multipartite pour la protection du patrimoine culturel .
Au cours de l'examen de la politique de justice sociale du Parti conservateur dirigé par Iain Duncan Smith, Burrowes préside le comité chargé d'examiner la toxicomanie . Leur rapport de 111 pages traitant de «La nature et l'étendue de l'effondrement social et de la pauvreté aujourd'hui» et «Les causes de la pauvreté» est conçu pour fournir une politique permettant à un nouveau gouvernement de s'attaquer aux «problèmes sociaux les plus aigus de Grande-Bretagne».
Il est réélu en 2010 avec une majorité de 7 626 voix, soit un swing de 7,2%. Il est nommé Secrétaire parlementaire privé (SPP) de Francis Maude, ministre du Cabinet et d'Oliver Letwin, ministre responsable de la politique gouvernementale . En septembre 2010, Burrowes est reconduit en tant que SPP auprès de Letwin, travaillant à la réforme du traitement des drogues et de l'alcool et la prospective.
En septembre 2012, Burrowes est nommé secrétaire parlementaire privé d'Owen Paterson  secrétaire d'État à l'Environnement, à l'Alimentation et aux Affaires rurales. Il conserve son poste de conseiller auprès d'Oliver Letwin sur la question de la politique en matière de drogues et d'alcool.
Il est un opposant de premier plan aux propositions du gouvernement d'introduire le mariage homosexuel en Angleterre et au Pays de Galles et aide à créer la Coalition contre le mariage pour tous . Il aurait déclaré que cela risquerait de conduire à une "charte de l'adultère", mais son appel à la tenue d'un référendum sur la question est ignoré ,.
Aux élections générales de 2015, Burrowes est élu pour un troisième mandat et conserve la même part des voix remportées en 2010 . 
En 2015, Burrowes est élu au comité restreint des affaires intérieures et réélu en tant que membre exécutif du comité 1922 des députés conservateurs et président de son comité de la justice. Il demande que davantage de réfugiés syriens soient acceptés au Royaume-Uni; il dirige avec succès l'opposition interpartis au suicide assisté et à l'assouplissement des lois sur le commerce du dimanche.
Burrowes soutient la sortie de l'Union européenne lors du référendum de 2016 mais sa circonscription vote Remain à 62,1%.
Burrowes perd son siège aux élections générales de 2017 contre Bambos Charalambous du Labour avec un swing de 9,7%. Burrowes est de nouveau candidat conservateur pour Enfield Southgate, mais perd à nouveau en 2019 .

## Vie privée
Joueur de cricket et footballeur passionné, Burrowes épouse Janet Coekin en janvier 1996 à Havering. Ils ont six enfants, les jumeaux Barnaby et Harriet, Dougal, Dorothy, Noah et Toby . Il est un supporter de l'Arsenal FC.
Burrowes est gouverneur de la LEA à l'école Broomfield et à l'école primaire St Paul's CE à Enfield. Il est également administrateur et participant actif de son église locale .